# Ольшанка (приток Псёла)
Ольшанка (укр. Вільшанка) — левый приток реки Псёл, протекающий по Лебединскому району и Лебединскому горсовету Сумской области Украины.

## География
Длина — 34 км. Площадь водосборного бассейна — 186 км². Русло реки в нижнем течении (приустьевой участок) находится на высоте 110,2 м над уровнем моря, в среднем течении (село Рябушки) — 122,3 м. Используется для технического водоснабжения.
Река течёт с востока на северо-запад. Река берет начало восточнее села Куриловка (Лебединский район). Впадает в реку Псёл севернее села Барабашовка (Лебединский район).
Долина трапециевидная, шириной до 3 км и глубиной 40 м. Пойма шириной до 300 м. Русло слаборазвитое, шириной до 5 м. В среднем течении русло выпрямлено (канализировано). На реке создано два крупных пруда (между Лебедин и Рябушки). На протяжении всей длины реки пойма очагами заболочена с тростниковой и луговой растительностью.
Крупных притоков нет.

## Населённые пункты
Населённые пункты на реке от истока к устью:
- Лебединский район: Куриловка, Ольшанка, Рябушки;
- Лебединский горсовет: Алексенково, город Лебедин.